# G5 Sahel
G5 Sahel (G5S) – grupa pięciu państw Afryki (Regionu Sahel) – Burkiny Faso, Czadu, Mali, Mauretanii i Nigru, której celem była współpraca ekonomiczna i wojskowa państw członkowskich.

## Historia
Organizacja powstała 16 lutego 2014 podczas spotkania przywódców państw – Burkiny Faso, Czadu, Mali, Mauretanii i Nigru w stolicy Mauretanii, Nouakchott. Konwencję założycielską podpisano kilka miesięcy później, 19 grudnia, również w Nouakchott. Tam też umieszczono siedzibę organizacji. W ramach grupy G5 Sahel 1 sierpnia 2014 rozpoczęto wspólną akcję przeciwko lokalnym organizacjom terrorystycznym (AQIM, Nusrat al-Islam, Boko Haram), operację Barkhane. Działania państw wsparła Francja, od początku ściśle współpracująca z organizacją oraz Unia Europejska. W 2017 utworzono G5 Sahel Joint Force – połączone dowództwo pięciu państw grupy. Jej główną kwaterę zorganizowano początkowo w Sevare w centralnej Mali. W ramach wsparcia działań grupy powstały: w 2017 Sojusz dla Sahelu, a 13 stycznia 2020 Koalicja dla Sahelu.
Państwa Maghrebu (Algieria, Maroko i Tunezja) były zainteresowane współpracą z grupą G-5 Sahel w kwestii wspólnej kontroli granic, a także zwalczania terroryzmu, ochrony ludności i rozwoju cyberbezpieczeństwa.
W dniu 15 maja 2022 r. Mali ogłosiło wycofanie się z sojuszu. 29 listopada 2023 r. również Niger i Burkina Faso opuściły organizację. W związku z czym 6 grudnia 2023 r. Mauretania i Czad wydały oświadczenie o podjęciu stosownych kroków odwołując się do art. 20 porozumienia o powstaniu G5 Sahel przewidującego rozwiązanie organizacji.

## Cele
Celami grupy były:
- zagwarantowanie warunków rozwoju i bezpieczeństwa w krajach członkowskich,
- zapewnienie strategicznych ram działania w celu poprawy warunków życia ludności,
- połączenie rozwoju i bezpieczeństwa (przy wsparciu demokracji i dobrego zarządzania),
- promowanie zrównoważonego rozwoju regionalnego sprzyjającego włączeniu społecznemu[3].

## Struktura organizacji
W ramach organizacji działały m.in.:
- Rada Ministrów,
- Sekretarz Wykonawczy,
- Ekspert ds. Obrony i Bezpieczeństwa,
- Ekspert ds. Zarządzania,
- Ekspert ds. Infrastruktury,
- Ekspert ds. Odporności,
- komitety obrony i bezpieczeństwa,
- krajowe komitety koordynacyjne[15].